# Hästbo
Hästbo is een plaats in de gemeente Gävle in het landschap Gästrikland en de provincie Gävleborgs län in Zweden. De plaats heeft 72 inwoners (2005) en een oppervlakte van 20 hectare.
Bestuurscentrum: Gävle (Tätort)
Tätort:
Åbyggeby · Berg · Bergby · Björke · Bönan 
· Forsbacka · Forsby · Furuvik · Hagsta · Hamrångefjärden · Hedesunda · Lund · Norrsundet · Totra · Trödje · Valbo
Småort:
Åbyggeby (tegelbruket) · Alborga · Allmänninge · Axmar by · Backa · Berg en Sjökalla · Björke (oostelijk deel) · Brunnsvik · Eskön en Esköränningen · Finnböle · Grinduga · Häcklinge · Harkskär · Hästbo · Hillevik · Hillsjöstrand · Lövåsen en Dansheden · Mårtsbo · Ölbo · Oppala · Östanbäck en Lund · Sikvik · Småmuren · Utvalnäs